# لاس مدولاس
لاس مدولاس (بالإسبانية: Las Médulas)‏ موقع تاريخي يقع بالقرب من بلدة بونفيرادا في منطقة البيرثو بمقاطعة ليون، منطقة قشتالة وليون في إسبانيا. كان المنظر الطبيعي لاس مدولاس بمثابة منطقة مناجم الذهب الأكثر أهمية في زمن الإمبراطورية الرومانية. تم وضع منطقة لاس مدولاس كمكان ثقافي من قبل اليونسكو واعُتبر واحدًا من مواقع التراث العالمي.
كانت تقنية التعدين روينا مونتيوم من الأشياء المذهلة في لاس مدولاس، وتعني تدمير الجبال؛ هي تقنية التعدين الرومانية التي وصفها بليني الأكبر في 77 م. حيث كانت التقنية المستخدمة نوع من التعدين الهيدروليكية التي تشارك في تقويض المناطق الجبلية باستخدام كميات كبيرة من المياه التي تم جلبها من الأحواض عن طريق التحويل. وجد ما لا يقل عن سبعة قنوات طويلة تم استغلالها من قبل التيارات النابعة في منطقة لا كابريرا، حيث سقوط كميات الأمطار في جبال مرتفعة نسبيًا، في مجموعة من الارتفاعات. واستخدمت نفس القنوات لغسل رواسب الذهب على نطاق واسع. وتم غزو منطقة لاس مدولاس في 25 قبل الميلاد على يد الإمبراطور أوغسطس. وقبل الغزو الروماني، كان السكان الأصليين يحصلون على الذهب عن طريق الرواسب الغرينية. حيث لم يبدأ الإنتاج على نطاق واسع حتى النصف الثاني من القرن الأول الميلادي وذلك من قبل الرومان.

## التاريخ
وصف المؤرخ بليني الأكبر، الذي كان النائب العام في المنطقة في سنة 74، أسلوب التعدين الهيدروليكي الذي كان مبنيًا على الملاحظة المباشرة، كما أعطى قصص شهود عيان عن تنجيم الذهب في إسبانيا، والتي أكدتها الآثار الماثلة خاصة في لاس مدولاس. حيث قال: «ما يحدث هو أبعد من عمل العمالقة. ملت الجبال من  ممرات وصالات العرض التي أدلى بها ضوء المصباح مع المدة التي تم استخدامها لقياس التحولات لعدة أشهر، وكان يمكن لعمال المناجم أن لا يروا  ضوء الشمس، وكثير منهم كانوا يموتون داخل الأنفاق».

## المشهد الثقافي
لا يزال هناك بعض الأجزاء من قنوات المياه موجودة بشكل جيد، بما في ذلك بعض النقوش المنحوتة في الصخر. وقد أجريت بعض البحوث والاستكشافات في لاس مدولاس من قبل كلود دوميرغ عام 1990.
منذ عام 1988، كان هناك بعض الدراسات الأثرية في المنطقة، قامت بها مجموعة بحثية للبنية الاجتماعية وعلم الآثار، وتم مناظرتها في المجلس الإسباني للأبحاث العلمية (CSIC). ونتيجة لذلك، لم تعد لاس مدولاس فقط عبارة عن منطقة أثرية لمناجم الذهب، وإنما شملت ايضًا الآثار المتواجدة في المنطقة. وأصبح المشهد الثقافي الذي اجتمعت فيه الآثار المترتبة على التعدين الروماني واضحة بشكل علمي بحثي. وقد سمح المسح والتنقيب عن المستوطنات قبل الفترة الرومانية والرومانية في جميع أنحاء المنطقة عن الكشف عن بعض التفسيرات التاريخية الجديدة التي أثرت بشكل كبير على دراسة تاريخ التعدين الروماني.
وأعطت الدراسات والاستكشافات الأثرية المنهجية للمنطقة نتيجة إيجابية في إدراج لاس مدولاس كموقع للتراث العالمي في عام 1997. وتم رصد إدارة الحديقة الثقافية من قبل مؤسسة مدولاس فيجاس، التي تضم أصحاب المصلحة المحلية والإقليمية، والوطنية، في القطاعين العام والخاص. وفي الوقت الحالي، تعد لاس مدولاس بمثابة مثال جيد في أبحاث إدارة المجتمع وتطبيقها على التراث.